# Дворец Огинских (Гродно)
Дворец Огинских в Гродно (бел. Палац Агінскіх у Гродна) — несохранившийся дворец князей Огинских, находившийся в Старом городе. Был построен в конце XVIII века и полностью разрушен во время Великой Отечественной войны.

## История

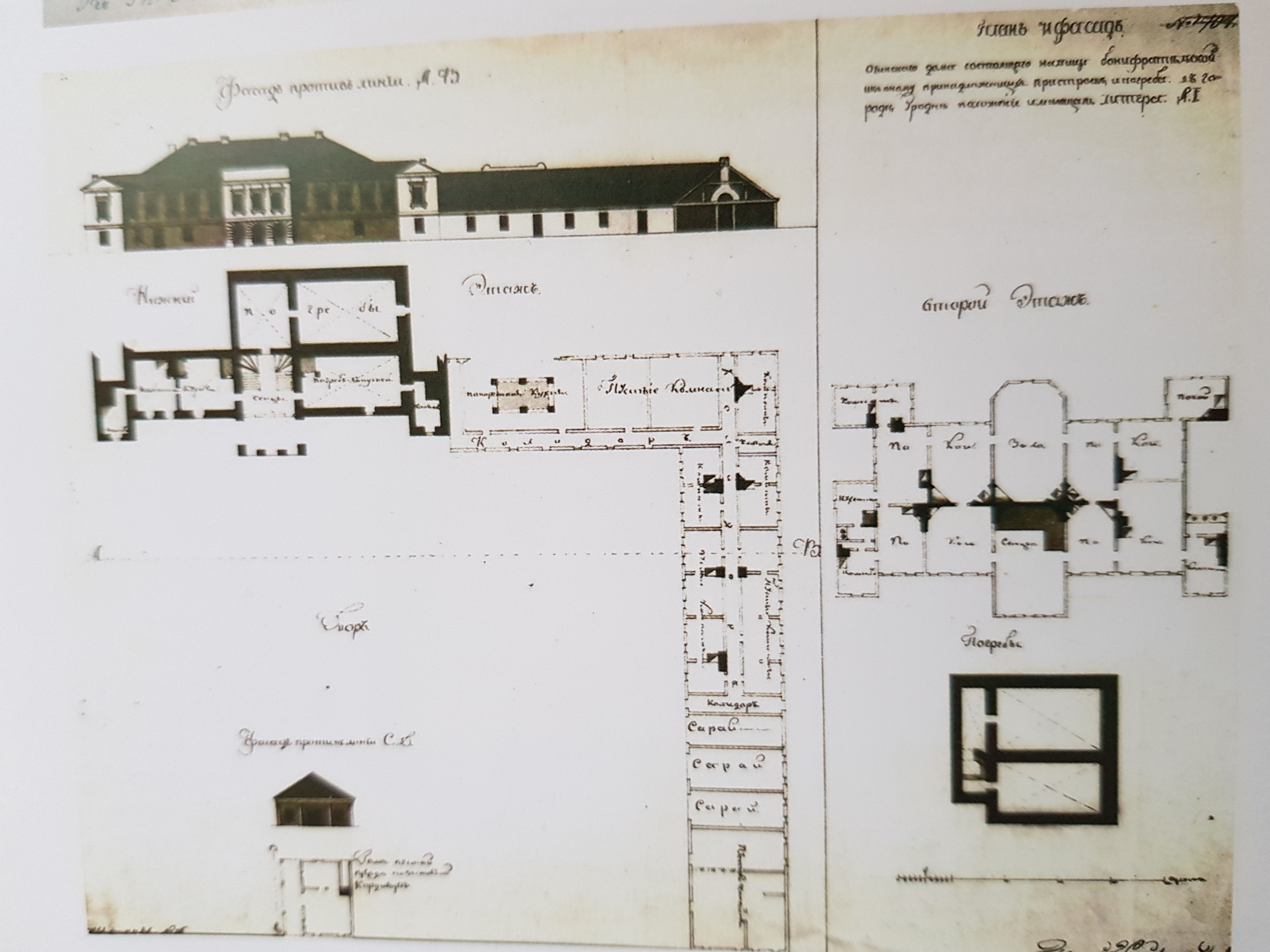
Фасады и планы этажей дворца Огинских в Гродно. Чертёж архитектора К. В. Багемиля

Участок, на которой был построен дворец, принадлежала ранее семье Котовичей, затем семье Рукевичей, а в 1752 году её купил Михаил Казимир Огинский. В конце XVIII века архитектор Карл Шильдгауз построил дворец в Гродно на Демьяновской улице по заказу князя Огинского.
По описи 1803 года дворец был «на высоком фундаменте, деревянный», т. е. первый этаж был кирпичный, а второй деревянный. На первом этаже были кладовые и парадная лестница. На втором этаже располагались залы, жилые комнаты и кухни.
На сохранившихся фотографиях начала XX века видно, что дворец уже был полностью кирпичным. Это было здание в стиле классицизма, двухэтажное, прямоугольное в плане, с ризалитами в центре главного и дворового фасадов и алькежами по углам. Ризалит на главном фасаде заканчивался аттиком, главный вход украшал стилизованный портик. Основной объём здания был покрыт высокой четырёхскатной черепичной крышей. Главный фасад дворца выходил на Сенной рынок. Сегодня это площадь за гостиницей «Неман».
Кроме дворца на площади Сенного рынка Огинские владели и другими резиденциями в Гродно, в частности частично сохранившимся дворцом на Подоле.